# Rắn mống Hải Nam
Xenopeltis hainanensis là một loài rắn trong họ Xenopeltidae. Loài này được Hu & Zhao mô tả khoa học đầu tiên năm 1972.